# Esercito Cobelligerante Italiano
L'Esercito Cobelligerante Italiano era formato dai reparti del Regio Esercito combattenti a fianco delle forze alleate angloamericane durante la seconda guerra mondiale nel corso della guerra di liberazione italiana, che coincise in buona parte con la campagna d'Italia alleata.
Fu costituito in seguito alla riorganizzazione del Regio Esercito nel cosiddetto Regno del Sud, dopo l'annuncio dell'armistizio dell'8 settembre 1943 tra l'Italia e gli Alleati.
Il primo nucleo fu il Primo Raggruppamento Motorizzato.
Dal marzo 1944 esso fu inquadrato come Corpo Italiano di Liberazione. Alla fine del 1944, a seguito del parziale sfondamento della Linea Gotica da parte degli alleati, fu riorganizzato in diciassette grandi unità (sei gruppi di combattimento di grandezza divisionale, otto divisioni ausiliarie e tre divisioni di sicurezza interna).

## Storia

### Il Primo Raggruppamento Motorizzato
Dopo l'8 settembre, i reparti del Regio Esercito presenti o trasferitisi nel Regno del Sud incominciarono a riorganizzarsi ed una prima unità militare venne formata in un campo di riorganizzazione presso Lecce. Alcuni tra questi primi soldati membri dell'unità provenivano da campi di raccolta ed erano scampati all'internamento da parte tedesca.
Secondo l'Ordine di Protocollo n. 761 del Comando LI Corpo d'Armata (ma fonti anglosassoni indicano l'Ordine n. 70/V del Regio Esercito) venne formato il Primo Raggruppamento Motorizzato a San Pietro Vernotico (BR) il 27 novembre 1943 per partecipare alla campagna d'Italia al fianco degli Alleati.
Essendo il ministro della guerra Antonio Sorice rimasto bloccato a Roma dopo l'8 settembre, il 16 novembre il capo del governo Badoglio nominò per sostituirlo come sottosegretario il gen. Taddeo Orlando (nel febbraio 1944 diverrà ministro). In capo al Raggruppamento fu posto il generale Vincenzo Dapino, a cui succedette il generale Umberto Utili, sotto il quale venne ingrandito e trasformato nel Corpo Italiano di Liberazione.
Fu la prima grande unità militare del Regio Esercito a prendere parte alle operazioni della Campagna d'Italia accanto alle forze alleate dopo i fatti seguiti all'proclama Badoglio dell'8 settembre 1943. L'unità includeva elementi della 58ª Divisione Fanteria Legnano. Il Primo Raggruppamento Motorizzato aveva una forza di 295 ufficiali e 5.387 uomini di truppa.
Il 3 dicembre il raggruppamento venne aggregato operativamente alla 36ª Divisione americana Texas e venne inizialmente incaricato di partecipare allo sfondamento della Linea Bernhardt, nel settore di Caserta. Il primo scontro a cui il nuovo esercito partecipò fu la battaglia di Montelungo, subendo tuttavia gravi perdite e soprattutto un alto numero di dispersi; l'8 dicembre 1943 venne effettuato un primo assalto, andato a vuoto a causa della scarsa coordinazione con gli americani, la mancanza di informazioni precise sull'effettiva consistenza delle difese tedesche e di una adeguata preparazione e copertura d'artiglieria, che costò alla sola 12ª compagnia allievi ufficiali bersaglieri 32 morti, 40 feriti e 12 dispersi, con 4 ufficiali su 5 morti, oltre a varie perdite tra i due battaglioni di fanteria del 67º reggimento impegnati. In seguito alle considerazioni espresse da Dapino al suo comando americano di riferimento, venne migliorata la coordinazione e l'appoggio d'artiglieria, e il Raggruppamento riuscì a conquistare Montelungo il 16 dicembre successivo. Il bilancio complessivo delle perdite tra le due azioni fu di 80 morti, 190 feriti e 160 dispersi ma impressionò gli Alleati che, secondo una frase del generale Utili, avevano impegnato gli italiani in funzione di cavie. In ogni caso, gli Alleati persero buona parte della sfiducia nella volontà politica, se non nelle capacità operative italiane, con positivi giudizi sul comportamento.
Dopo il servizio con la Quinta armata statunitense e la riorganizzazione, il Primo Raggruppamento Motorizzato venne trasferito al II Corpo d'armata polacco, all'estrema sinistra della Ottava armata britannica.

### Il Corpo Italiano di Liberazione
Nel marzo del 1944 la formazione (ora forte di 22.000 uomini) assunse il nome di Corpo Italiano di Liberazione (CIL). Il continuo afflusso di volontari rese necessaria la formazione di ulteriori unità. Il CIL era organizzato in due nuove divisioni:
- la "Nembo"
- la "Utili".

La "Nembo" era composta dall'omonima divisione paracadutisti del Regio Esercito. La "Utili" era formata da quello che inizialmente era il Primo Raggruppamento Motorizzato ed altri reparti e prese il nome dal suo comandante, il generale Umberto Utili. All'inizio del 1944, 5.000 militari italiani combatterono sulla Linea Gustav nei pressi di Montecassino e dando prova di valore, ma subirono pesanti perdite.
La divisione Nembo era basata su
- 183º Reggimento fanteria paracadutista
- 184º Reggimento fanteria paracadutista
- 184º Reggimento artiglieria paracadutista
- CLXXXIV battaglione guastatori paracadutisti
- reparto comando

secondo il classico ordinamento di divisione binaria italiana e inizialmente rimase in Sardegna da dove fu trasferita in un secondo tempo.
La divisione Utili, erede del "Primo Motorizzato", era formata da due brigate e servizi di supporto, sull'ordinamento inglese:
- I Brigata
  - 4º Reggimento bersaglieri
  - 3º Reggimento alpini
- II Brigata
  - 68º Reggimento fanteria "Legnano"
  - Reggimento San Marco di fanteria di marina
- Supporti
  - 11º Reggimento artiglieria motorizzato
  - LI Battaglione misto genio
  - 185º Reparto autonomo paracadutisti "Nembo"
  - IX Reparto d'assalto

Nel giugno 1944 al dicastero della guerra giunse un civile, Alessandro Casati.
Dopo la battaglia di Filottrano (luglio 1944), le truppe italiane vennero inviate nelle retrovie per riposarsi e riaddestrarsi. Nel frattempo furono ri-equipaggiate con l'equipaggiamento britannico standard, tra cui uniformi da combattimento ed elmetti di tipo Brodie (in gran parte nuovi).

### I Gruppi di combattimento
Intanto, a iniziare dal settembre 1944, erano state costituite tre divisioni di sicurezza interna, dipendenti dal governo italiano e non dal comando alleato, con compiti di ordine pubblico e sicurezza interna, in particolare in Sicilia.
Tra la fine del 1944 e l'inizio del 1945 il CIL era superato come struttura. Fu utilizzato come nucleo di sei grandi unità, denominati Gruppi di Combattimento, autonomi: "Cremona", "Legnano", "Friuli", "Mantova", "Piceno" e "Folgore". Ogni gruppo di combattimento era equiparabile ad una divisione leggera , con 2 soli reggimenti di fanteria (come le divisioni binarie).
Lo schieramento raggiunto per ciascun gruppo fu di 432 ufficiali, 8.578 d'altro rango, 116 cannoni, 170 mortai, 502 mitragliatrici leggere e 1.277 veicoli a motore. Ai gruppi di combattimento furono dati i nomi di vecchie divisioni del Regio Esercito e fu seguito l'esistente sistema di numerazione dei reggimenti. Questi gruppi sono stati aggregati a varie formazioni americane e britanniche schierati contro la Linea Gotica tedesca.
Ai sei Gruppi di combattimento si affiancarono otto divisioni ausiliarie.
I gruppi entrarono sulla linea del fronte nel gennaio 1945, mentre il "Mantova" rimase in riserva all'VIII armata britannica e il "Piceno" fu trasformato in unità di addestramento, fino alla fine della guerra nell'aprile 1945.
Il 18 giugno 1946, alcuni giorni dopo la nascita della Repubblica Italiana, il Regio Esercito cobelligerante divenne Esercito Italiano (EI).

## Organizzazione (1945)
Il seguente è l'ordine di battaglia dell'Esercito Cobelligerante Italiano nell'aprile 1945

### Unità di prima linea
- Gruppo di combattimento Cremona (del V Corpo britannico, 9 aprile 1945) - comandante generale di brigata Clemente Primieri
  - 21º Reggimento fanteria "Cremona" (3 btg)
  - 22º Reggimento fanteria "Cremona" (3 btg)
  - 7º Reggimento artiglieria "Cremona" (-1 btg)
  - CXLIV battaglione genio
- Gruppo di combattimento Folgore (del XIII Corpo britannico, 9 Apr 1945) - comandante generale di brigata Guido Morigi
  - Reggimento paracadutisti "Nembo" (3 btg)
  - Reggimento San Marco (3 btg)
  - 184º Reggimento artiglieria Folgore
  - CLXXXIV Battaglione genio
- Gruppo di combattimento Friuli (del X Corpo britannico, 9 aprile 1945) - comandante generale di brigata Arturo Scattini
  - 87º Reggimento fanteria "Friuli" (3 btg)
  - 88º Reggimento fanteria "Friuli" (3 btg)
  - 35º Reggimento artiglieria "Friuli"
  - CXX Battaglione genio
- Gruppo di Combattimento "Legnano" (del II Corpo statunitense), 9 aprile 1945 - comandante generale di divisione Umberto Utili
  - 68º Reggimento fanteria "Legnano" [3 btg]
  - Reggimento fanteria speciale (2 battaglioni Alpini (resti del 3º Reggimento alpini) ed 1 battaglione Bersaglieri (dal 4º Reggimento bersaglieri))
  - 11º Reggimento artiglieria "Mantova"
  - LI Battaglione genio

Il Gruppo di Combattimento "Legnano" fu ingrandito e riassegnato alla Quinta armata statunitense, il 23 aprile 1945
- - quartier generale
  - Autoparco "Legnano"
  - Officina meccanica campale "Legnano"
  - 34ª Sezione Carabinieri Reali
  - 51ª Sezione Carabinieri Reali
  - 51ª Compagnia rifornimenti e trasporti
  - 51ª Sezione medica
  - LI Battaglione genio
  - 52nd BLU (British Liaison Unit- unità inglese di collegamento)
  - 244º Ospedale da campo
  - 332nd Field Hospital
  - 11º Reggimento artiglieria
  - 68º Reggimento fanteria "Legnano"
    - I battaglione fanteria
    - II battaglione fanteria
    - III battaglione fanteria
    - 405ª Compagnia mortai (mortai Stokes)
    - 56ª Compagnia anticarro (pezzi inglesi da 6-pounder)

  - 69º Reggimento fanteria speciale
    - I battaglione Bersaglieri
    - II battaglione Alpini
    - III battaglione Alpini
    - 15ª Compagnia mortai (da 3 pollici)
    - 16ª Compagnia anticarro (pezzi inglesi da 6-pounder)
- Gruppo di combattimento Mantova - comandante maggior generale Bologna
  - 76º Reggimento fanteria "Napoli"
  - 114º Reggimento fanteria "Mantova"
  - 155º Reggimento artiglieria "Emilia"
  - CIV Battaglione genio
- Gruppo di Combattimento "Piceno" - comandante maggior generale Beraudo di Pralormo
  - 235º Reggimento fanteria "Piceno"
  - 336º Reggimento fanteria "Piceno"
  - 152º Reggimento artiglieria "Piceno"
  - CLII Battaglione genio

### Le Divisioni ausiliarie
In aggiunta ai gruppi di combattimento l'Esercito cobelligerante includeva anche otto divisioni ausiliarie, concepite per svolgere compiti da retrovia, con un numero di militari oscillante tra i 150.000 ed i 190.000 uomini, largamente impiegate dagli Alleati in varie attività logistiche e di supporto e numericamente pari a circa il 25% degli effettivi del XV Gruppo di Armate Alleato. A seconda della dipendenza da unità statunitensi o britanniche, i reparti venivano denominati BRITI (BRitish Italian Troops) o USITI (United States Italian Troops), non avevano un organico predeterminato dallo Stato Maggiore del Regio esercito, ma la consistenza variava a seconda dei compiti e dei periodi di impiego. Alcuni reparti, nonostante non fosse questo il compito originario, vennero impiegati in operazioni a ridosso della linea di combattimento, e in special modo questo avvenne per l'arma del Genio che arrivò a schierare all'aprile 1945 cinque battaglioni ferrovieri, 83 compagnie del genio e 31 reparti di salmerie. Le unità erano le seguenti:
- 205ª Divisione ausiliaria (assegnata al comando dell'aviazione statunitense nel Mediterraneo)
  - 51º Gruppo Aviazione (reggimento fanteria ed artiglieria antiaerea dell'aeronautica)
  - 52º Gruppo Aviazione (reggimento fanteria ed artiglieria antiaerea dell'aeronautica)
  - 53º Gruppo Aviazione (reggimento fanteria ed artiglieria antiaerea dell'aeronautica)
  - 54º Gruppo Aviazione (reggimento fanteria ed artiglieria antiaerea dell'aeronautica)
  - 55º Gruppo Aviazione (reggimento fanteria ed artiglieria antiaerea dell'aeronautica)
- 209ª Divisione ausiliaria (in supporto al primo distretto britannico)
  - 401º Reggimento Pionieri
  - 406º Reggimento Pionieri
  - 413º Reggimento Pionieri
  - Servizi divisionali
- 210ª Divisione ausiliaria (assegnata alla 5ª Armata americana)
  - 6º Reggimento Guardie
  - 67º Reggimento Fanteria Ausiliario
  - 525º Reggimento Fanteria Ausiliario
  - 548º Reggimento Fanteria Ausiliario
  - Servizi divisionali
- 212ª Divisione ausiliaria, la più consistente delle divisioni ausiliarie, arrivò a superare i 44.000 uomini, operanti in un'area di operazioni che si estendeva da Napoli fino a Pisa e Livorno
  - 3º Reggimento Guardie
  - 1º Gruppo Battaglioni Pionieri
  - 2º Gruppo Battaglioni Pionieri
  - 3º Gruppo Battaglioni Pionieri
  - 4º Gruppo Battaglioni Pionieri
  - 5º Gruppo Battaglioni Pionieri
  - 6º Gruppo Battaglioni Pionieri
  - 7º Gruppo Battaglioni Pionieri
  - 8º Gruppo Battaglioni Pionieri
  - 9º Gruppo Battaglioni Pionieri
  - 10º Gruppo Battaglioni Pionieri
  - Servizi divisionali
- 227ª Divisione ausiliaria (in supporto al terzo distretto britannico)
  - 513º Reggimento Fanteria Ausiliario
  - 541º Reggimento Fanteria Ausiliario
  - 403º Reggimento Pionieri
  - 404º Reggimento Pionieri
  - 407º Reggimento Pionieri
  - 516º Reggimento Artiglieria Ausiliario
  - Servizi divisionali
- 228ª Divisione ausiliaria (assegnata all'8ª Armata britannica)
  - 400º Reggimento Pionieri
  - 405º Reggimento Pionieri
  - 409º Reggimento Pionieri
  - Servizi divisionali
- 230ª Divisione ausiliaria (in supporto alle forze britanniche)
  - 541º Reggimento fanteria, artiglieria costiera ed antiaerea
  - 403º Corpo del genio
  - 404º Corpo del genio
  - 406º Corpo del genio
  - 501º Battaglione di sicurezza
  - 510º Battaglione di sicurezza
  - 514º Battaglione di sicurezza
  - XXI Gruppo salmerie, delle dimensioni di un reggimento
- 231ª Divisione ausiliaria (assegnata al XIII corpo britannico ed alla 5ª Armata americana)
  - 402º Reggimento Pionieri
  - 410º Reggimento Pionieri
  - 417º Reggimento Pionieri
  - Servizi divisionali

Nel complesso le Divisioni ausiliarie dell'Esercito Cobelligerante ebbero come perdite operative 744 morti, 2202 feriti, 109 dispersi. Quando le forze Alleate affrontarono il forzamento della Linea Gotica, per le operazioni condotte alle dipendenze della 5ª Armata statunitense, al 20º Raggruppamento Salmerie ed al 210º Raggruppamento Genio, entrambi appartenenti alla 210ª Divisione di fanteria ausiliaria, venne concessa la qualifica da combattimento, in pieno accordo tra lo Stato Maggiore italiano e quello dell'armata di dipendenza.
Al completo delle forze l'Esercito Cobelligerante Italiano era pari a un ottavo della forza combattente e a un quarto dell'intera forza del 15º gruppo d'armate alleato.

### Le Divisioni sicurezza interna
Non direttamente dipendenti dal quartier generale alleato in Italia, l'Esercito Cobelligerante disponeva anche di tre Divisioni di Sicurezza Interna, impiegate con compiti di sicurezza e ordine pubblico, su disposizione del governo. Due furono dislocate in Sicilia dove furono impiegate anche per affrontare il separatismo.
- Divisione Calabria (Lazio, Umbria e Abruzzi)
  - 5ª brigata di sicurezza
    - 59º reggimento fanteria "Calabria"
    - 60º reggimento fanteria "Calabria"

  - 6ª brigata di sicurezza
    - 236º reggimento fanteria "Piceno"
    - 40º reggimento artiglieria da campagna

  - 31º battaglione genio
- Divisione Aosta (in Sicilia)
  - 3ª brigata di sicurezza
    - 5º reggimento fanteria "Aosta"
    - 6º reggimento fanteria "Aosta"

  - 4ª brigata di sicurezza
    - 139º reggimento fanteria "Bari"
    - 22º reggimento artiglieria da campagna

  - 28º battaglione genio
- Divisione Sabauda (in Sicilia)
  - 1ª brigata di sicurezza
    - 45º reggimento fanteria "Reggio"
    - 46º reggimento fanteria "Reggio"

  - 2ª brigata di sicurezza
    - 145º reggimento fanteria "Catania"
    - 16º reggimento artiglieria da campagna

  - 130º battaglione genio

## Comandanti

### Capi di Stato maggiore
- generale di corpo d'armata Paolo Berardi (18 novembre 1943 - 10 febbraio 1945)
- generale di brigata Ercole Ronco (10 febbraio 1945 - 4 luglio 1945)

## Membri famosi
- Vincenzo Dapino
- Carlo Azeglio Ciampi
- Eugenio Corti
- Giovanni Messe
- Gianni Agnelli
- Valerio Zurlini
- Clemente Primieri
- Umberto Utili
- Lorenzo Lodi
- Curzio Malaparte